# Basta
Basta är ett företag och danskt varumärke för cykellås som främst säljs i skandinavien. 

## Historia
Basta grundades 1936 av Martin Jensen i Danmark.

## Produkter
Företaget tillverkar ramlås, kabellås och kedjelås för cyklar. Tillverkning av låsen sker idag i Nederländerna.

## Varumärket
Varumärket Basta är en del av företaget AXA Stenman som tillverkar cykellås samt lampor.